# 정차온
정차온(鄭次溫, 1399년(정종 1) ~ ?)은 조선시대 전기의 학자, 문신이다. 본관은 경주이고 자(字)는 공후(孔厚)이다. 경상북도 출신.
학행(學行)으로 천거되어 관직이 조산대부(朝散大夫)로 병마절제사(兵馬節制使), 상주판관(尙州判官)에 이르렀다. 1455년 단종(端宗)이 강제로 세조(世祖)에게 강제로 선위하고 상왕이 되자 '충신(忠臣)은 두 임금을 섬길 수 없다' 하며 벼슬을 버리고 고향으로 내려왔다. 세조가 평양판관(平壤判官)을 제수(除授)하였으나, 나아가지 않고  학문 연구와 후진 양성에 전념했다.

## 같이 보기
- 세조 찬위
- 계유정난
- 정희균
- 정차양